# Piper hartwegianum
Piper hartwegianum är en pepparväxtart som först beskrevs av George Bentham, och fick sitt nu gällande namn av C. Dc.. Piper hartwegianum ingår i släktet Piper och familjen pepparväxter. Inga underarter finns listade i Catalogue of Life.